# Blowatz
Blowatz ist eine Gemeinde im Nordosten des Landkreises Nordwestmecklenburg in Mecklenburg-Vorpommern (Deutschland). Die Gemeinde wird vom Amt Neuburg mit Sitz in der Gemeinde Neuburg verwaltet.

## Geografie

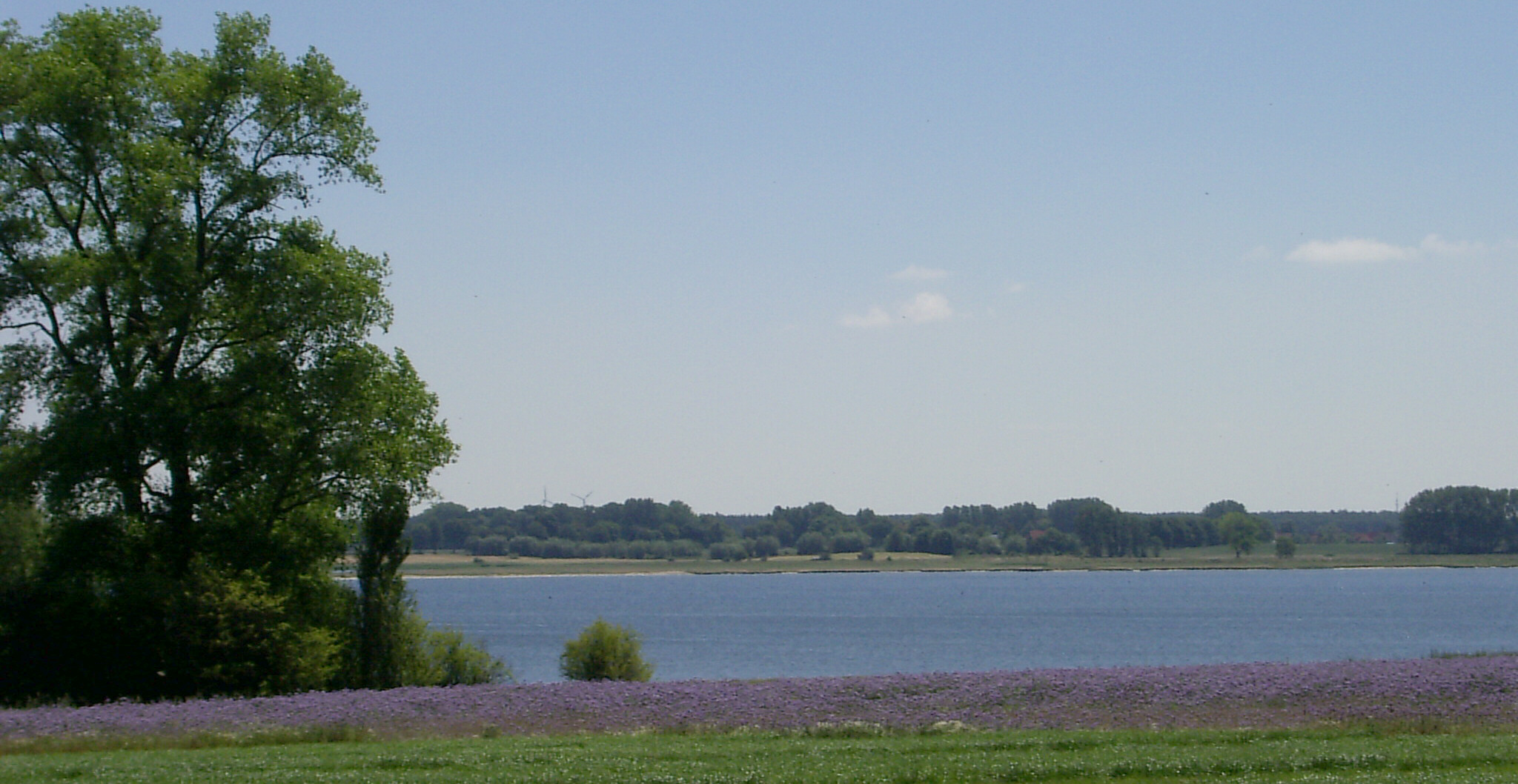
Blick über den Breitling zum Festland bei Blowatz

Das Gemeindegebiet von Blowatz liegt nördlich der Hansestadt Wismar auf dem Festland gegenüber der Insel Poel. Getrennt wird die Insel von den jeweils etwa einen Kilometer breiten Boddengewässern Breitling und Zaufe. Im Breitling liegen die Inseln Ahrendsberg, Baumwerder, Grot Deil und Weidenschwanz, die zum Gemeindegebiet gehören. Nach Osten steigt das Gelände allmählich auf bis zu 35 m ü. NN an. Zum Gemeindegebiet gehört ein Teil des Farpener Stausees.
Umgeben wird Blowatz von den Nachbargemeinden Boiensdorf im Norden, Neuburg im Osten, Krusenhagen im Süden sowie Insel Poel im Westen.

## Gemeindegliederung
Zur Gemeinde Blowatz gehören die Ortsteile
| - Alt Farpen - Damekow - Dreveskirchen - Friedrichsdorf - Blowatz | - Groß Strömkendorf - Heidekaten - Robertsdorf - Wodorf |

## Geschichte
In Alt Farpen wurden bronzezeitliche Hügelgräber entdeckt. Später wurde der Ort durch den Baukörper eines Kornspeichers bekannt, war einst ein Grangie des Klosters Doberan und fungierte im Klosterbesitz wie ein kleineres gutsherrliches Vorwerk. Mit der Säkularisation, der Auflösung des Klosters Doberan 1552, wurde deren Güter durch den Landesherrn in verstaatlichte Güter umgewandelt. Der Hof Farpen war nun eine staatliche „Domäne“. Neben dem Speicher gab es in Alt Farpen, teils auch nur Farpen genannt, mit einem Schafsstall ein weiteres Wirtschaftsgebäude, welches die Architekturhistorie von Wert war.
Blowatz taucht 1296 erstmals in einer Urkunde auf. Im 8. und 9. Jahrhundert war das Gebiet von slawischen Obotriten besiedelt, deren Zentrum der alte Seehandelsplatz Reric war, in dem auch Franken, Friesen, Sachsen und Skandinavier lebten. Neuere Ausgrabungen lokalisierten die frühe Handelsstadt Reric westlich des Ortsteils Groß Strömkendorf, im 17. Jahrhundert Stromikendorp genannt, im nordöstlichen Bereich der Wismarbucht. Durch die Beseitigung einer Panzersperre gegen die vorrückende Rote Armee Anfang Mai 1945 haben Hermann Wulff und Georg Scharfs mit der Unterstützung durch befreite Kriegsgefangene die militärische Einnahme des Ortes und damit Opfer unter der Bevölkerung verhindert.
In Damekow bestand auch ein Gutsbesitz, in früher Zeit im Besitz der nicht so bekannten Familie von Grell, nachmals 231 ha groß. Eigentümer wurde um 1900 der Gymnasiallehrer F. Hillmann, dann Walter Hillmann.
Der Ortsteil Dreveskirchen war ursprünglich ein altes Gutsdorf, welches der Familie von Oertzen gehörte. An letzter Stelle blieb es in der Hand der mecklenburgischen Uradeladelsfamilie von Viereck. Dreveskirchen blieb freies Eigentum, ein Allodialgut. Etwa Ende der 1920er Jahre beinhaltete dieser relativ große landwirtschaftliche Betrieb ein Areal von 335 ha Fläche, davon waren 36 ha Wald. Letzter Eigentümer war ein Familienverbund. Diesem gehörten der spätere Generalleutnant zu Weimar Hans von Viereck (1872–1943), verheiratet mit Elisabeth Kramer, sowie der Bruder Hardenack von Viereck mit Sitz in Dreveskirchen an. Des Weiteren waren nominell Inhaber die Neffen Adam Otto, Matthias und Gustav von Viereck, Söhne des gefallenen Oberleutnants Maximillian (Max) von Viereck.
In der Nacht vom 19. zum 20. Oktober 2022 brannte ein ehemaliges Hotel in Groß Strömkendorf ab, in dem 14 Geflüchtete aus der Ukraine lebten. Es gab keine Verletzten. Die Polizei vermutete Brandstiftung und ging zunächst von einem politischen Hintergrund aus. Wenige Tage zuvor waren Hakenkreuzschmierereien in der Nähe des  Gebäudes festgestellt worden. Nach bisherigen Ermittlungen stellte sich heraus, dass die Tat Teil einer Brandserie war und sich keine Anhaltspunkte für einen Zusammenhang mit der Hakenkreuzschmiererei und eine politisch motivierte Tat ergaben. Politiker der Linken und Grünen warnten vor voreiligen Schlüssen bei der Suche nach den Motiven und erklärten, es sei zu früh, einen rassistischen oder ausländerfeindlichen Hintergrund auszuschließen.
In Heidekaten entstand am 1. September 1874 eines der ersten Postagenturen in einem kleineren mecklenburgischen Dorf, geführt von den Lehrern des Ortes, u. a. zuerst durch Hauptlehrer C. Kloth und dann von N. N. Otto. Diese Agentur hatte schon feste Dienstzeiten, auch sonntags vor und nach dem Gottesdienst.
Robertsdorf wurde 1328 und sogleich 1329 ersterwähnt. Damals erhielt das Kloster Doberan auf der Gemarkung von Robertsdorf eine halbe Hufe, etwa 3,5 ha, als Geschenk und erhielt besaß die Zisterze und somit formell Ansprüche auf Pachtleistungen. In den 1920er Jahren lebten im Ort fünf Hofbesitzer, vier Büdner und 23 Häusler. Es gab zwei Krüge und eine Wind- und Dampfmühle. Die Ortschaft war dem Amt Wismar zugehörig. Dorfschulze war zu jener Zeit der Häusler Gneomar Freiherr von Schleinitz. Er lebte mit mehreren Geschwistern lange in Robertsdorf.
Wodorf wurde am 1. Juli 1950 die bisher eigenständige Ortschaft in die Gemeinde eingegliedert. Jahrzehnte zuvor waren im Dorf fünf Erbpächter, sieben Büdner, 13 Häusler und ein Branntweinhersteller ansässig.

## Politik

### Bürgermeister und Gemeindevertretung
Als Bürgermeister wurde  Tino Schmidt (SPD) am 26. September 2021 gewählt, nachdem sein Vorgänger Tino Schomann am 17. Juni 2021 zum Landrat vom Landkreis Nordwestmecklenburg ernannt worden war und deshalb das Amt des Bürgermeisters nicht mehr ausüben konnte.
Die Gemeindevertretung setzt sich aus 10 Gemeindevertretern und dem Bürgermeister zusammen.
Die CDU errang bei der Kommunalwahl 5 Sitze, die Wählergemeinschaft „Bürger für Blowatz“ 3 Sitze, die LINKE 1 Sitz und eine Einzelbewerberin 1 Sitz.

### Wappen
| Wappen von Blowatz | Blasonierung: „Geteilt durch einen Wellenschnitt; oben in Gold auf der Teilung zwei grüne Weiden mit schwarzem Stamm nebeneinander; unten in Blau ein oberhalbes, springendes silbernes Pferd zwischen zwei goldenen Ähren.“ |
| Wappen von Blowatz | Wappenbegründung: In dem Wappen verweist der Wellenschnitt auf die angrenzende Ostsee. Während die Weiden als typisches Merkmal der Landschaft in der Gemeindeflur gelten, steht das Pferd für die traditionelle Pferdezucht und den Pferdesport. Die Ähren deuten auf den Haupterwerbszweig hin, die Landwirtschaft, insbesondere auf den Getreideanbau. Das Wappen wurde von dem Weimarer Michael Zapfe gestaltet. Es wurde am 11. November 1996 durch das Ministerium des Innern genehmigt und unter der Nr. 117 der Wappenrolle des Landes Mecklenburg-Vorpommern registriert. |

### Dienstsiegel
Das Dienstsiegel zeigt das Gemeindewappen mit der Umschrift „GEMEINDE BLOWATZ • LANDKREIS NORDWESTMECKLENBURG“.

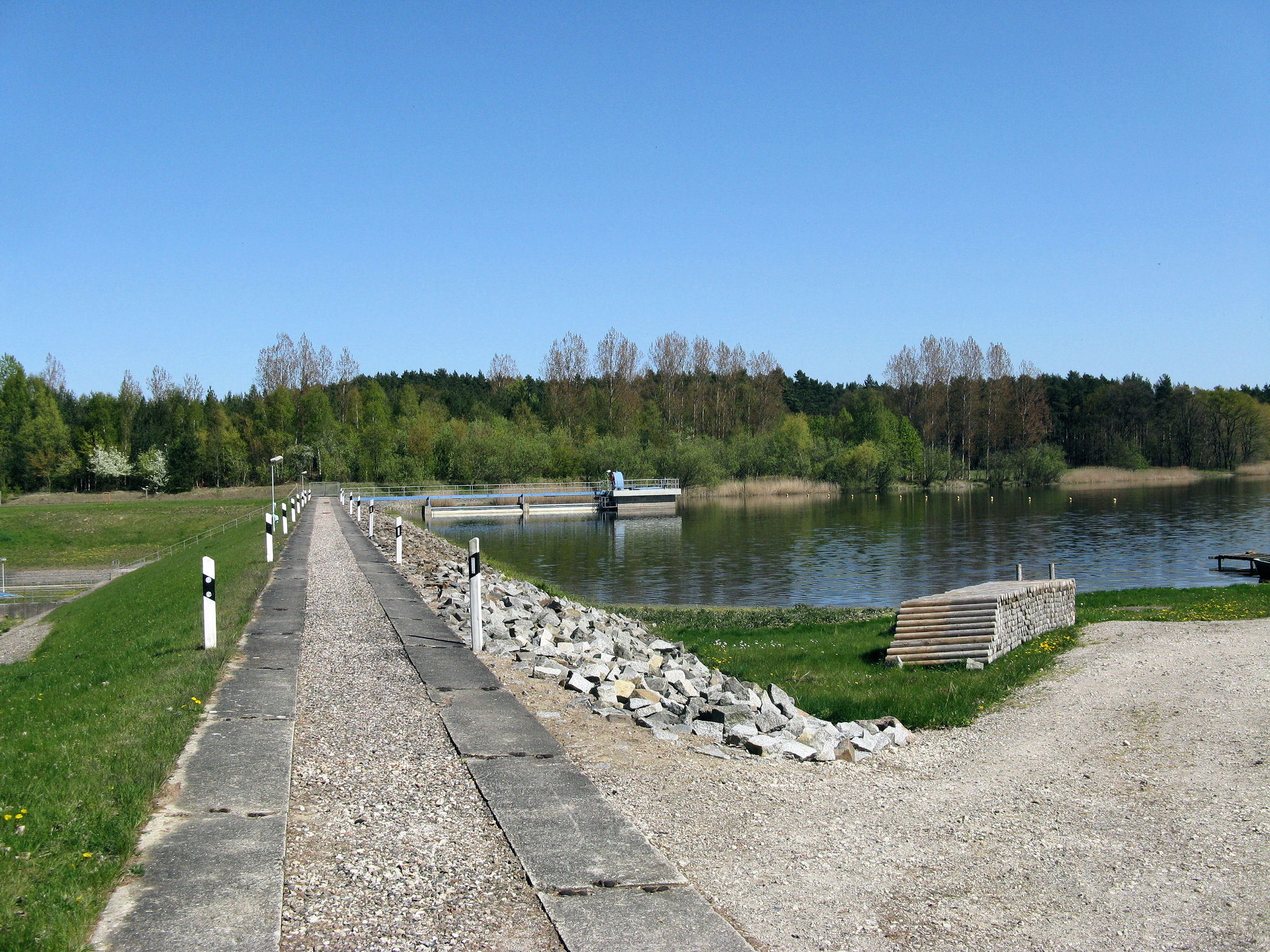
Staudamm des Stausees Farpen

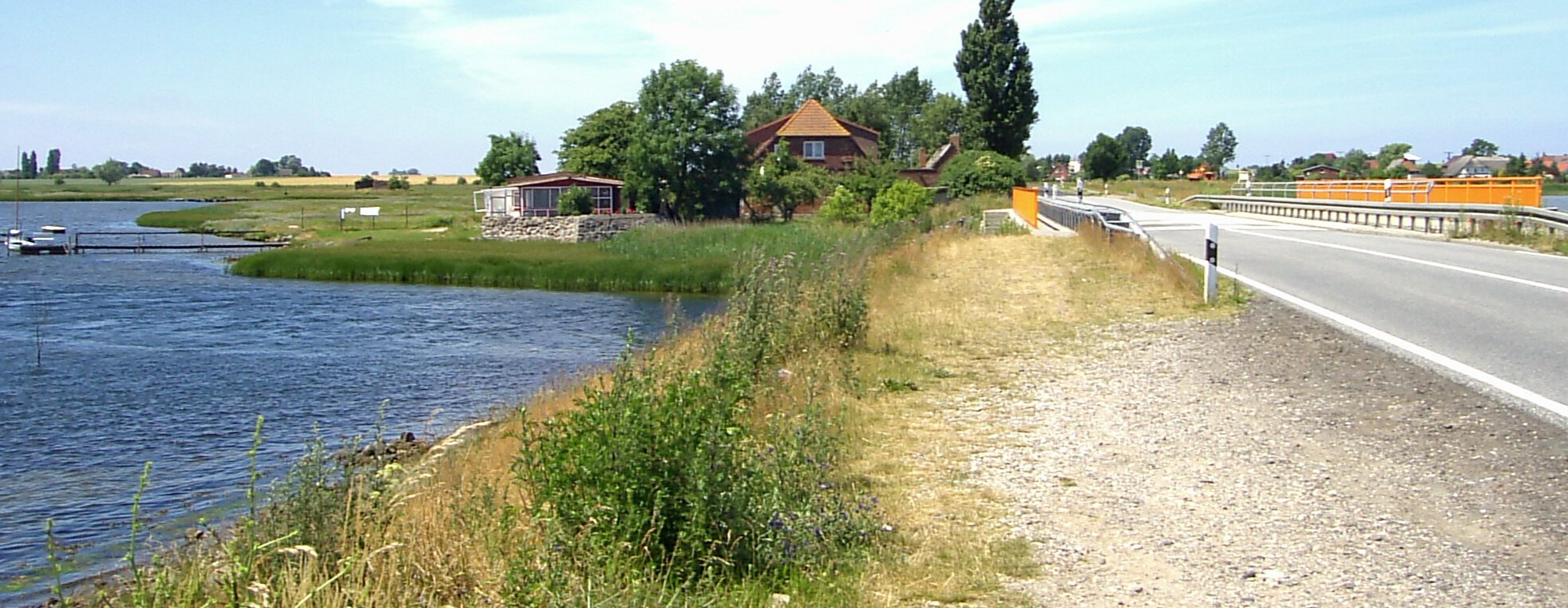
Brücke von Groß Strömkendorf auf dem Festland zur Insel Poel

## Sehenswürdigkeiten
- Gotische Dorfkirche Dreveskirchen aus Backstein mit eingezogenem Chor aus der zweiten Hälfte des 13. Jahrhunderts und reichverziertem Ostgiebel sowie zweijochigem, einschiffigem Langhaus von um 1260/1270; Altaraufsatz von um 1700, Barockorgel von 1754.[27]
- Zweigeschossiges, saniertes Gutshaus in Dreveskirchen mit allgemein nutzbarem Saal.
- Gutshaus Friedrichsdorf: Eingeschossiger, 11-achsiger, sanierungsbedürftiger Putzbau vom Anfang des 18. Jh. mit Mittelrisalit und Mansarddach.
- Reetgedecktes Malerhaus in Wodorf
- Wirkungsstätte des mecklenburgischen Malers Carl Hinrichs in Heidekaten

## Verkehrsanbindung
Blowatz liegt an der östlichen, parallel zur B 105 verlaufenden Verbindungsstraße von Wismar nach Neubukow. Vom Ortsteil Groß Strömkendorf gelangt man über eine Straßenbrücke auf die Insel Poel. Der nächste Bahnhof befindet sich im acht Kilometer entfernten Neuburg an der Bahnstrecke Wismar–Rostock.

## Infrastruktur
Die Gemeinde Blowatz ist Trägerin einer Kindertagesstätte in Dreveskirchen (Kita „Ostseekrabben“). In der Kita ist Platz für 79 Kinder, von der Krippe bis zum Hort. Die Gemeinde Blowatz verfügt ebenfalls über eine Grundschule und besitzt die Zulassung als „kleine Grundschule auf dem Lande“. Hier werden zurzeit 63 Kinder von der ersten bis zur vierten Klasse beschult. Die Gemeinde Blowatz beginnt ab August 2016 mit dem Bau eines Mehrgenerationenzentrums in Blowatz (Fertigstellung Oktober 2017). In diesem Zentrum werden 9 altengerechte Wohnungen, ein Friseur, ein Lebensmittelmarkt, eine Arztpraxis, ein Saal sowie das Büro des Bürgermeisters entstehen. Die Gemeinde bekommt für dieses Projekt 400.000 Euro Fördermittel aus dem LEADER Programm der EU. Damit baut die Gemeinde die Daseinsvorsorge für ihre Bürger massiv aus. Dieses Projekt ist auf Platz 1 als Leitprojekt des Landkreises Nordwestmecklenburg gelandet.

## Persönlichkeiten
- Peter Christian Kämpfer (* 1702 in Dreveskirchen; † 1755 in Rostock), Professor der Physik und Metaphysik, Universitätsrektor
- Carl Hinrichs (* 1903 in Nürnberg; † 1990 in Schwerin), Künstler, lebte seit Ende der 1960er Jahre in den Sommermonaten jeweils in Heidekaten
- Martin Giese (* 1937 in Friedrichsdorf; † 2017), Radrennfahrer
- Wulf Dietmar Hund (* 1946 in Dreveskirchen), Soziologe und Hochschullehrer